# Gyula Fekete
Gyula Fekete, născut Barnabás Fekete, (n. 26 februarie 1922, Mezőkeresztes, Borsod-Abaúj-Zemplén, Ungaria – d. 16 ianuarie 2010, Budapesta, Ungaria) a fost un scriitor, eseist, publicist maghiar.

## Activitatea literară
Generața lui, din care cei mai talentați reprezentnți au studiat la Colegiul Győrffy debutează în cariera scriitoricească sub mirajul unor perspective nemărginite.

### perioada de început
Majoritatea reprezentanților acestei generații, la fel ca Gyula Fekete au fost tineri talentați, care se ridicaseră din rândul țărănimii mijlocii, și credeau la unison că odată cu instaurarea republicii va lua sfârșit asuprirea seculară a țărănimii, că forța portantă a noii societăți va deschide calea spre posibilități de dezvoltare nebănuite; credeau cu sinceritate că noile orientări vor aduce la suprafață personalități creatoare, adânc înrădacinate în realitățile societății, care în același timp vor contribui și la povara zilnică a comunităților din care fac parte.Aceste destine obișnuite îl preocupă la începutul cariei sale pe Gyula Fekete.A încercat să surprindă în povestirile sale timpurii, procesul prin care oameni simpli, muncitori industriali, lucrători agricoli, intelectuali de primă generație, fiecare în domeniul său de activitate, prin munca lor contribuie la reclădirea societății maghiare ruinate după război, generând o viziune morală nouă și contribuind la formarea unui sistem de conviețuire modern, în concordanță cu provocările noilor realități socio-politice.Fekete acceptă conștient tradițiile epice pe care mișcarea scriitorilor populari le statorniciseră de ceva vreme în literatura maghiară a vremii.Își concentrează arsenalul epic asupra tendințelor acțiunilor eroilor, lăsând în umbră evoluția internă al caracterelor .A insistat în această perioadă să construiească opere epice, care au la bază, în paralel precizia sociografică și construcția perspectivistă. Nuvelele sale sunt în marea lor majoritate statice, conflictul este generat de o bipolaritate simplistă: între binele-reprezentat de normele etice noi și răul-izvorând din tradițiile remanente ale vechii orânduiri, contrapuneri pe care autorul nu le motivează prin evoluția vieții personajelor, ci le subordonează voluntar scopului propriei narațiuni.Eroii muncitori din aceste povestiri, înfăptuiesc mărețe victorii cotidiene, singura lor motivație fiind dorința ca numele lor să apară pe panoul de onoare și să smulgă randament maximal din propria forța de muncă în cinstea și onoarea tovarășului Rákosi.Piesele din volumul de nuvele Eszmélet (Trezire), (1953) sunt exemple didactice ale expresiei și viziunii schematice; și din romanul Kati (1953) lipsește capacitatea artistică creatoare.Operele din această epocă se înscriu în linia micului realism angajat, ce nu avea să anticipeze forța artistică și anvergura creației sale de mai târziu.

### perioada trezirii
Pentru întreaga generație de scriitori al lui Gyula Fekete, evenimentele Revoluției Maghiare din 1956 a produs o profundă criză, forțându-i la o reevaluare critică și autocritică a întregului parcurs literar de până atunci.Au fost puși în situația de a analiza întregul complex al reușitelor, dar mai ales al eșecurilor de dinainte de 1956 .Puși față în față cu gravele conflicte sociale ce mocneau sub cenușa aparentei ordini sociale, dar care la 23 octombrie 1956 răbufnesc cu o forță teribilă, îi constrânge la formarea unei viziuni literare noi, în care conflictele vieții reale, aspectele tragicomice ale existenței prevalează altor teme anterioare, căzute în caducitate în urma cutremurului social și politic.Au fost reprezentanți ai generației lui Fekete care nu au reușit nicio dată să conștientizeze cu toată veridicitatea această mutație petrecută în mentalul colectiv al lumii literare.Pentru Gyula Fekete însă, având o vastă experiență de viață, dar mai cu seamă o profundă pregătire estetică și teoretică, alegerea a fost aceea a adoptării unor teme majore ale vieții cu profundă ancorare în straturile morale ale existenței sociale.Se produce la el trezirea interesului către marele realism, care duce la abandonarea definitvă a conceptelor din perioada începuturilor carierei literare.În romanele și volumele sale de nuvele ce apar relativ sistematic, după anul 1957 se poate constata existența a două tendințe.Pe de o parte încearcă zugrăvirea caracteristicilor noii imagini morale a lumii ce se afla în formare cu accente pe dureroasele inconsecvențe ale acesteia, conștientizând din ce în ce mai adânc efectele crizei morale a familiei, pe de altă parte, face bilanțul istoric pe care-l omisese să-l facă la începuturile carierei sale.Cele două tendințe sunt însă sudate într-un tot unitar prin caracterul și mediul în care se mișcă personajele sale.În romanele sale de facturi diverse apare deseori peisajul din Borsod,imaginea satului de altădată, decăzut și prădat de desele schimbări de regimuri politice și familia Parázsó ale cărei generații succesive îi conferă autorului materia primă pentru reprezentarea dramatică a mutațiilor profunde în imaginea și ordinea morală a lumii rurale.

### perioada marilor romane
La scrierea romanului A fiatalasszony (Tânăra femeie)în 1960, Fekete încă se concentrează pe sistemul normelor estetice, greșit interpretate ale „totalismului” și „marelui roman”, care în perioada anilor cincizeci erau impuse aproape obligatoriu scriitorilor de către conducerea culturală.Defectele majore ale romanului: supranararea și lipsa motivării în momentele importante ale acțiunii, se datorează dorinței autorului de a da operei un caracter exhaustiv.În centrul romanului se află o tânără femeie venită din zona pauperă a ruralului, care nu reușește să îmbine menirea ei de mamă de familie cu tendințele noi societăți de a crea un cadru natural de viață femeilor pe baza egaltății în drepturi cu bărbații. Mariajul lui Juli și Béla se destramă, fiindcă tânăra femeie este incapabilă să realizeze armonia dintre feminitate, maternitate, viață muncitorească, caracterul ei este dominat când de una, când de alta din aceste însușiri, îi lipsește cu desăvârșire capacitatea de a fi deschisă, dezinvoltă, însușiri fără de care o căsnicie nu poate supraviețui.Romanul, peste măsură de voluminoasă prezintă în paralel cu ruptura destinului lui Juli și istoria familiei ei.Gyula Fekete, intuiește perfect apariția fenomenului de destrămare a familiei tradiționale și atrage atenția asupra necesității dezamorsării efectelor cauzate de vidul moral apărut în urma dispariției bruște a vechiului cadru sociologic, face acest lucru într-o perioadă în care cercetările sociologice de-abia se conturează în perimetrul centro-european. Din roman lipsea însă economia univocității și a concentrării spre țelul urmărit, acesta ar fi putut desăvârși structura dramatică a operei.Oricum, drama din roman este făcută imponderabilă până la anihilare de contrapunctarea căsatoriei eșuate, prin prezentarea modelului pozitiv al căsătoriei reușite dintre personajele secundare Gyurka și Marika.Dar din creionarea întălnirii și a modului de coadaptare a celor doi lipsește meticulozitatea analizei, respectiv logica evoluției caracterologice, în lipsa cărora se lasă impresia că oricând soarta celor doi pot derapa spre un deznodământ asemenea personajului principal.
Seria scrierilor având ca temă metamorfozarea moralei o continuă cu romanul de mare forță expresivă: „A hű asszony meg a rossz nő” (Nevasta credincioasă și femeia rea), publicat în anul 1963, a cărui tonalitate deja prevestește principala idee a scrierilor din această epocă, respectiv parte a etosului întregii opere al lui Fekete. „Îi năcaz cu moravurile în zilele noastre”, îngână deseori tanti Orsolya, bătrâna proprietăreasă din roman, și că într-adevăr moravurile sunt perisabile, o dovedește deznodământul final al romanului:Imre Östör aparent fără nicio motivație își părăsește tânăra și frumoasa soție și se mută în concubinaj la doamna Palócz, care își crește singură cei trei copii.Semantica titlului este explicitată de încheierea romanului:„Multă vreme lumea din strada Fürj pomenea cazul chiriașului duduii Orsi - părea un om de treabă și totuși - își părăsi nevasta tânără, cochetă, devotată și credinciosă pentru o femeie rea”.Stilul romanului este concis, orientat spre scop, autorul are tendința de a decupla de la acțiune orice episod nesemnificatv, deși pe alocuri își permite câteva pasaje umoristice.Esența este însă: schimbarea caracterului lui Imre Östör.El are o atracție irezistibilă față de „femeia rea”, cu toate că aceasta este lipsită de personalitate, e urâtă , cu alte cuvinte este o nenorocită față de tânăra și devotata sa soție.Are însă trei copii, iar nevasta lui Östör nu vrea să aibă urmași.Personajul principal descoperă modelul de familie la care aspiră în subconștientul său în acești trei copii, model pe care nu și-l găsește în propria căsnicie, aparent echilibrată, cu siguranța materială asigurată, fericită în accepțiunea comună a vecinilor și cunoscuților.Concepțiile autorului asupra situaței demografice, a natalității și morbidității în societate, prezentate cu mare ecou în diversele sale articole și studii sociologice asupra protecției familiei, apărute de-a lungul deceniilor ce au urmat, sunt aici avansate cu un subtil talent artistic.Ironia bizară ce glisează asupra întregului roman este aceea că nu moralitatea lui Östör este defectuoasă, ci a societății în ansamblul ei, care uită de imperativul natural al procreației atunci când individul este prins în vâltoarea bunăstării și al afirmării personale.Conceptul de responsabilitate morală colectivă apare pentru prima oară în acest roman, concept pe care avea să o dezvolte și să-i dea consistență teoretică, în primul rând, nu în scrierile sale beletristice, ci în seria articolelor de sociologie, studiile filozofice de mai târziu.Aprofundarea sistemică al conceptului o va face în volumul de studii și eseuri „Egy korty tenger” (O înghițitură de mare), scris într-un ton sever, cu fundamentare științifică recunoscută, în care apare și viziunea amenințătoare a extincției națiunii.Tema aceasta reapare periodic în scrierile târzii ale lui Fekete; într-un articol publicat în februarie 2007 problematica extincției națiunii tradiționale este extrapolată de autor la realitățile din Uniunea Europeană, afirmând că lipsa responsabilității morale colective, materializată prin tendințele globalizante excesive, abandonarea cvasitotală a tradițiilor naționale și regionale, afluența crescândă a imigranților extraeuropeni, creează premisele extincției civilizației europene în paralel cu dispariția națiunilor tradiționale; articol care a stârnit intense polemici, chiar acuzații defăimătoare la adresa autorului.

## Opere
- 1952 Májusfa (Pomul de mai)
- 1953 Eszmélet (Trezire)
- 1953 Kati (Cati)-roman
- 1953 Bulgáriai emlékek (Amintiri din Bulgaria)
- 1954 Vér és korom (Sânge și cenușă)
- 1955 Ismerősök (Cunoștințe)
- 1959 A kék sziget (Insula albastră)
- 1960 A fiatalasszony (Tânăra femeie)-roman
- 1961 A falu szépe (Frumoasa satului)-roman
- 1961 Kincskereső Pipitér (Pipitér căutătorul de comori)
- 1963 A hű asszony meg a rossz nő (Nevasta credincioasă și femeia rea)-roman
- 1963 Az orvos halála (Moartea medicului)-roman
- 1964 Szerelmesek bolygója (Planeta îndrăgostiților)-roman
- 1965 Ezeregyedik esztendő (Anul omieunu)
- 1966 Lányszöktetés (Răpirea fetei)
- 1967 Csördülő ég (Cerul zvăpăiat)
- 1969 Tengercsepp (Picătură de mare)
- 1970 Fortélyos félelem igazgat (Képes történelem)
- 1970 Vallomás hajnalig (Confesiune până-n zori)
- 1972 Éljünk magunknak?  (Să trăim pentru noi?)
- 1972 A fiú meg a katonák (Feciorul și soldații)
- 1972 Magyarország felfedezése
- 1973 Mindene megvan?  (Are de toate?)
- 1974 Egy korty tenger (O înghițitură de mare)-volum de studii și eseuri
- 1974 Triszex (Trisex)-roman științifico-fantastic
- 1975 Mézeshetek (Luna de miere)
- 1977 Történelem hangszalagon
- 1977 Január, február, március
- 1977 Perújrafelvétel
- 1980 Első csók
- 1980 Bodrog-parti szerelmeink
- 1981 Boldog házasságok titkai
- 1981 Süket a meztelen király (Regele gol e surd)-volum de polemică și eseuri
- 1983 Április, Május, Június- A fiú meg a katonák; Mézeshetek; Hiányzik egy férfi
- 1983 Sarkcsillag
- 1986 Hogyan lettem író?
- 1987 Meditáció Amerikáról (Meditații asupra Americii)
- 1987 Esztendőre vagy kettőre
- 1989 Gondolkozzunk, magyarok!
- 1989 Vitairat a jövőről
- 1993 Madártávlat
- 1993 Csendes ellenforradalom
- 2005 A jövő megrablása
- 2006 Kóstoló
- 2007  Naplóm a történelemnek, 1941-2000 4. (Jurnalul meu pentru istorie,1941-200 4.) scris între 1993-2000-memorii și jurnal în 3 volume

## Studii critice și recenzii
1. Tóth László: Fekete Gyula: Májusfa (Fekete Gyula: Pom de mai) apărut in Új Hang  (Noua voce) 1953, nr.1,p. 45.
2. Illés Endre: A népszínmű zsákutcája. Fekete Gyula: Kati (Fundătura dramei populare.Fekete Gyula: Kati) publicat în Csillag (Stea), 1954, p. 503–505.
3. Falus Róbert: Fekete Gyula: Vér és korom. Csill 1955. 477–478.
4. Gyurkó László: Fekete Gyula: Ismerősök. IÚ 1956. 28. sz.
5. Mátrai-Betegh Béla: Fekete Gyula: Májusi felhők. MűvN 1956. 22. sz.
6. Fábián Katalin: Fekete Gyula: A fiatalasszony. Kort 1961. 3. sz. 109–110.
7. Martinkó András: Fekete Gyula: A falu szépe. ÚÍ 1961. 7. sz.
8. Katona Éva: Házasság, hűség, életcél. ÉI 1963. 50. sz.
9. B. Nagy László: Jeltelen élet? Fekete Gyula: Az orvos halála. ÉI 1963. 22. sz. și B. N. L.: A teremtés kezdetén. 1966. 368–370.
10. Sipos István: Fekete Gyula: Az orvos halála. Kr 1963. 1. sz. 57–59.
11. Dersi Tamás: Tünődés a talentumról. Fekete Gyula regényeiről. ÚÍ 1964. 601–605.
12. Kelemen János: Irónia és fantasztikum. Fekete Gyula: Szerelmesek bolygója. ÉI 1964. 21. sz.
13. Somlay Szabó József: Fekete Gyula: Az orvos halála. Kort 1964. 1. sz. 156–157.
14. Széles Klára: Fekete Gyula regényei. Kr 1964. 8. sz. 48–53.
15. Bokor László: Fekete Gyula: Ezeregyedik esztendő. Nszab 1965. júl. 15.
16. Nacsády József: Fekete Gyula. Ttáj 1965. 565–569.
17. Pomogáts Béla: Fekete Gyula: Ezeregyedik esztendő. Kr 1965. 8. sz. 56–57.
18. Szabó György: A társadalmi felelősségtudat regénye. ÉI 1965. 23. sz.
19. Fábián Katalin: Fekete Gyula: Lányszöktetés. Kr 1966. 6. sz. 58–59.
20. Illés Béla: Fekete Gyula: A kék sziget. I. B.: Pipafüst mellett. 1967.454–458.
21. Bata Imre: Fekete Gyula: Csördülő ég. Kr 1968. 7. sz. 60–62.
22. Bozóky Éva: Beszélgetés Fekete Gyulával. Ktáros 1968. 102–108.
23. Faragó Vilmos: Hidak. ÉI 1968. 3. sz.
24. Földes Anna: Hétköznapi hősköltemény. F. A.: Húsz év – húsz regény. 1968. 336–355.
25. Szabó B. István: Fekete Gyula: Csördülő ég. Nszab 1968. febr. 9.
26. Kőszeg Ferenc: Fekete Gyula "comedie de guerre"-je. Kort 1969. 310–313.
27. Varga Domokos: Az Élet és Irodalom látogatóban Fekete Gyulánál. ÉI 1970. 32. sz. és Látogatóban. 1971. 317–324.
28. Görömbei András: Fekete Gyula: Vallomás hajnalig. Kr 1971. 6. sz. 57–58.
29. Hajdu Ráfis Gábor: Fekete Gyula: Vallomás hajnalig. Nszab 1971. febr. 16.
30. Horpácsi Sándor: Történelem és moralitás. Napj 1971. 6. sz. 10.
31. Iszlai Zoltán: Fekete Gyula: Vallomás hajnalig. Kort 1971. 1991–1992.
32. Kis Pintér Imre: Gondolatok az emberségről. ÉI 1971. 6. sz.
33. Andorka Rudolf: Írók és tudomány. Vság 1972.8. sz. 93–97.
34. Csűrös Miklós: Fekete Gyula: Vallomás hajnalig (Fekete Gyula:Confesiuni până-n zori) in revista Jelen, 1972. nr.1,p. 86–88.
35. Gáll István: A háború gyerekszemmel. MH 1972. nov. 25.
36. Kis Pintér Imre: A háború és a kisfiú. ÉI 1972. 50. sz.
37. Koroknai Zsuzsanna: Merre van előre? Megjegyzések egy dokumentumkötethez. Vil 1972. 612–615.
38. Maróti Lajos: Két tanulmányról. Kort 1972. 1320–1322.
39. Molnár Zoltán: Az ismeretlen társadalom. ÉI 1972. 25. sz.
40. Pozsgay Imre: Értekezés a módszerről. Nszab 1972. júl. 2.
41. Sipos Gyula: Éltek maguknak? Nszab 1972. júl. 26.
42. Takács Péter: Fekete Gyula: Éljünk magunknak? Alf 1972. 12. sz. 73–74.
43. Vági Gábor: Fekete Gyula: Éljünk magunknak? Kr 1972. 7. sz. 22–23.
44. Bata Imre: Fekete Gyuláról. Napj 1973. 12. sz. 12.
45. Koroknai Zsuzsanna: Hol az igazi zsákutca? Vil 1973. 249–252.
46. Tüskés Tibor: Kevés a gyerek – sok a gond. ÚÍ 1973. 4. sz. 124–127. és T. T.: Mérték és mű. 1980. 281–284.
47. Bányai Gábor: Csupán a viharért ... Fekete Gyula: Egy korty tenger. Kr 1974. 9. sz. 28., 12. sz. 30–31.
48. Cseri Péter: Fekete Gyula: Egy korty tenger. MH 1974. jún. 15.
49. Faragó Vilmos: Egy korty beltenger. ÉI 1974. 27. sz.
50. Ernő: Mérlegelve. Nszava 1974. júl. 14.
51. E. Nagy Sándor: A fiú meg a katonák. Alf 1974. 1. sz. 72–73
52. Pomogáts Béla: Fekete Gyula írói pályája. Fo 1974. 5. sz. 91–94.
53. Tamás István: A jelenségtől a lényegig. Nszab 1974. jan. 8.
54. Balipap Ferenc: Fekete Gyula: Mézeshetek. Je 1975. 1047–1048.
55. Balogh Ernő: Fekete Gyula: Egy korty tenger. Alf 1975. 1. sz. 65–67.
56. Juhász Béla: "Minden napunk történelem." Fekete Gyula újabb regényeiről. Napj 1975. 12. sz. 10.
57. Szász Imre: Könyvespolcom. Fekete Gyula: {939.} Mézeshetek. MH 1975. máj. 29.
58. Oltyán Béla: Több korty valóság. Napj 1975. 8. sz. 10.
59. Tamás István: Fekete Gyula: Mézeshetek. Kr 1975. 6. sz. 29.
60. Varjas Endre: A szerelem utópiái. ÉI 1975. 26. sz.
61. Zappe László: Egy életforma példája? Nszab 1975. júl. 15.
62. Ablonczy László: A Parázsók eposza. Fo 1976. 2. sz. 90–91.
63. Balogh Ernő: Fekete Gyula: Mézeshetek. Alf 1976. 2. sz. 88–89.
64. Mezei András: Megkérdeztük Fekete Gyulát, nem fél-e attól, hogy az írók csak politikusnak, a politikusok csak írónak tartják? ÉI 1976. 50. sz. și M.A.: Megkérdeztük. 1982. 118–123.
65. Pomogáts Béla: A köznapi ember. Fekete Gyula: Az orvos halála. P. B.: Regénytükör. 1977. 206–212.
66. Illés László: Közírónak leírni ma Magyarországon. Nszab 1978. júl. 28.